# Allie Morrison
Allie Morrison (n. 29 iunie 1904, Marshalltown⁠(d), Iowa, SUA – d. 18 aprilie 1966, Omaha, Nebraska, SUA) a fost un luptător ce a reprezentat Statele Unite ale Americii, medaliat olimpic. A participat la o ediție a Jocurilor Olimpice (1928) în care a câștigat o medalie de aur.

## Participări
Lista de mai jos prezintă principalele competiții la care a participat Allie Morrison de-a lungul carierei.
- wrestling at the 1928 Summer Olympics – men's freestyle featherweight[*]